# Sanxevilde
Sanxevilde (em georgiano: სამშვილდე; romaniz.: Samšvilde) é uma cidade fortificada em ruínas e sítio arqueológico na Geórgia, no sul do país, perto da vila moderna homônima no município de Tetritscaro, região da Baixa Ibéria. As ruínas da cidade, principalmente estruturas medievais, se estendem por uma distância de 2,5 quilômetros de comprimento e 400 metros (1 300 pés) de largura no vale do rio Khrami. Alguns dos monumentos mais reconhecíveis são a Igreja de Sanxevilde Sioni e uma cidadela erguida em um promontório rochoso do rio.
Sanxevilde aparece nos anais georgianos medievais como uma das cidades mais antigas da antiga Ibéria, datando do século III a.C.. Na Idade Média, era uma importante fortaleza, bem como uma animada cidade comercial e industrial. Mudou de mãos várias vezes. No final do século X, tornou-se capital dos reis armênios de Taxir-Zoraguete e foi incorporada ao Reino da Geórgia em 1064. A partir de meados do século XIII, conforme as fortunas da monarquia georgiana medieval decaíam, Sanxevilde entrou em declínio e foi reduzida a um posto avançado militar periférico. No final do século XVIII, estava em ruínas.

## Etimologia
A etimologia do nome de Sanxevilde foi registrada pela primeira vez pelo cronista armênio do século X, João V, como significando em georgiano "três flechas", de sami ("três") e mšvildi ("arco"). Na verdade, o topônimo é construído por meio de um circunfixo geográfico georgiano sa⟩ ⟨e e significa "[um lugar] do arco".

## História

### Pré-história
Sanxevilde está centrada em um local naturalmente fortificado, um terreno rochoso na confluência dos rios Khrami e Chivechavi, quatro quilômetros ao sul da cidade de Tetriscaro. A expedição arqueológica de 1968-1970 descobriu duas camadas da cultura de Cura-Araxes do início da Idade do Bronze em Sanxevilde, nas encostas ao sul do Monte Carnecali, datando de meados do IV milênio e III milênio a.C., respectivamente. Este horizonte incluía um local de assentamento e cemitério, bem como um edifício de culto circular. Os artefatos desenterrados lá foram a cerâmica da Idade do Bronze e várias ferramentas de obsidiana.

### Antiguidade
De acordo com as Crônicas Georgianas medievais, Sanxevilde era anteriormente conhecido como Orbi, um castelo cuja fundação foi atribuída a Cartlos, o etnarca mítico dos georgianos da Ibéria, e que foi encontrado fortemente fortificado, mas sitiado e conquistado por Alexandre, o Grande, durante sua suposta campanha nas terras georgianas. No século III a.C., sob os reis da Ibéria, Sanxevilde se tornou o centro de uma das subdivisões do reino, administrada por um eristavi ("duque"), nomeado primeiro por Farnabazo I, o primeiro na lista tradicional dos reis da Ibéria. O rei Archil (ca.  411–435) deu Sanxevilde como apanágio a seu filho Mitrídates V, que então o sucedeu no trono da Ibéria. A esposa iraniana de Mitrídates, Sagducte, uma convertida ao cristianismo, é creditada por uma crônica georgiana como tendo construído a Igreja de Sanxevilde Sioni.

### Idade Média
As fronteiras do ducado de Sanxevilde flutuaram ao longo da história, já que a porção sul era frequentemente disputada entre a Ibéria e os reis vizinhos da Armênia. A cidade em si permaneceu como um dos principais assentamentos da Ibéria. Junto com Tiblíssi e Misqueta, é listada como uma das três principais cidades daquele país na geografia armênia do século VII de Ananias de Siracena. A inscrição georgiana do século VIII na igreja de Sioni, em uma escrita asomtavruli, faz menção a duas pessoas da casa do vitaxa, uma dinastia local de estilo iraniano que parece ter estado na posse de Sanxevilde. Naquela época, a região ao redor de Sanxevilde caiu sob a influência do recém-estabelecido emirado muçulmano, centrado em Tiblíssi, a antiga capital real da Ibéria. A partir desta época, foi disputada entre vários governantes georgianos, armênios e muçulmanos.
Por volta de 888, Sanxevilde foi ocupada pelo rei bagrátida Simbácio I (r. 890–914), que confiou a cidade aos cuidados dos dois irmãos da família Gentúnio, Vasaces e Asócio. Os irmãos se mostraram indisciplinados e o sucessor de Simbácio, Asócio II (r. 914–928), teve que trazê-los de volta à lealdade pela força das armas c. 915. Vasaces foi recalcitrante e, c. 921, desertou para o príncipe georgiano Gurgenes II (r. 918–941), levando o rei Asócio a colocar a fortaleza sob cerco. Quando uma força enviada por Gurgenes estava entrando na cidadela, uma luta começou entre ela e os homens de Vasaces que guarneciam a fortaleza, que eventualmente deixaram o exército de Asócio entrar. No confronto que se seguiu, os soldados sobreviventes de Gurgenes foram capturados e mutilados, enquanto Sanxevilde novamente se submeteu ao rei armênio.
Na última década do século X, Sanxevilde passou para os cuiríquidas, uma linha colateral bagrátida armênia do Reino de Lorri, que a escolheram como sua capital. Por conta disso, Davi I (r. 989–1048) foi chamado de Sanxevildari, ou seja, "de Sanxevilde", por um autor georgiano medieval. Em 1001, Davi se revoltou, sem sucesso, contra a hegemonia de seu tio, o rei Cacício I (r. 989–1020), que, numa campanha de três meses de duração, devastou Taxir, Sanxevilde e a Planície dos Georgianos (Vrac'dast), como o historiador Estêvão de Taraunitis se referiu ao distrito ao redor. Sanxevilde serviu como capital cuiríquida até que um membro dessa dinastia, Gurgenes II (r. 1048–1089), foi feito prisioneiro pelo rei Pancrácio IV (r. 1027–1072) e recebeu sua liberdade ao entregar Sanxevilde aos georgianos em 1064. O filho de Pancrácio, Jorge II (r. 1072–1089), concedeu o controle da cidade ao seu poderoso vassalo João I, duque de Cledecari, comprando assim sua lealdade, em 1073. Em cerca de um ano, Sanxevilde foi conquistada pelos seljúcidas sob Maleque Xá I (r. 1072–1092) e permaneceu como seu posto avançado na Geórgia até 1110, quando o bispo Jorge de Checondidi sitiou e tomou a cidade em nome do rei Davi IV (r. 1089–1125). Isso induziu os seljúcidas a evacuarem às pressas a maioria dos distritos vizinhos. Davi então concedeu Sanxevilde ao seu leal comandante, João Orbeli, em 1123. A cidade permaneceu na posse do clã Orbeli, comandantes-chefes hereditários da Geórgia, até que a perderam para a coroa como resultado de sua revolta fracassada contra Jorge III (r. 1156–1184), no curso da qual o exército leal do rei invadiu a fortaleza em 1178.

### Declínio
Sanxevilde foi atacada pelos invasores mongóis a caminho de Tiblíssi, a capital da Geórgia, em 1236. Em março de 1440, foi saqueada por Jeã Xá, líder da Confederação do Cordeiro Negro, indignado com a recusa de Alexandre I (r. 1412–1442) em se submeter à sua suserania. De acordo com o historiador contemporâneo Tomás de Metsofe, Jeã Xá capturou a cidade sitiada "por engano" no dia de Pentecostes e massacrou sua população, construindo um minarete de 1 664 cabeças humanas decepadas no portão da cidade; sessenta padres, monges e nobres cristãos foram condenados à morte por sua recusa em apostatar. Mesmo alguns dos que concordaram em renunciar ao cristianismo não foram poupados. Os sobreviventes tiveram que buscar refúgio nas densas florestas ao redor de Sanxevilde.
A cidade nunca se recuperou totalmente desse golpe e perdeu sua importância, exceto por sua função como uma fortaleza periférica. Após a desintegração final do Reino da Geórgia na década de 1490, tornou-se parte do Reino de Cártlia. Em 1578, foi ocupada pelo exército otomano sob Lala Mustafá Paxá durante sua campanha vitoriosa na Geórgia, mas, em 1583, foi recuperada pelo rei Simão I. Em 1636, Rustã (r. 1633–1658) concedeu Sanxevilde em posse ao seu tesoureiro, Xioxe Quemalaze, e, em 1693, Heráclio I concedeu-a à família nobre Barataxevili.
Sanxevilde ganhou importância relativa em 1747, quando o príncipe georgiano muçulmano Abedalá Begue empregou mercenários lezguianos e fortificou a fortaleza em sua busca para desafiar o domínio de Cártlia exercido por seu parente cristão, Teimuraz II (r. 1732–1744). Os projetos de Abedalá Begue foram frustrados pelo filho de Teimuraz, o futuro Heráclio II (r. 1762–1798), que invadiu Sanxevilde e fez o pretendente prisioneiro em 1749. A cidade foi deixada nas mãos do irmão mais novo de Abedalá Begue, Huceine Begue, que, em 1751, se rendeu a Heráclio II e se mudou para Tiblíssi.

## Monumentos

Ruínas da Igreja de Sanxevilde Sioni em 2012

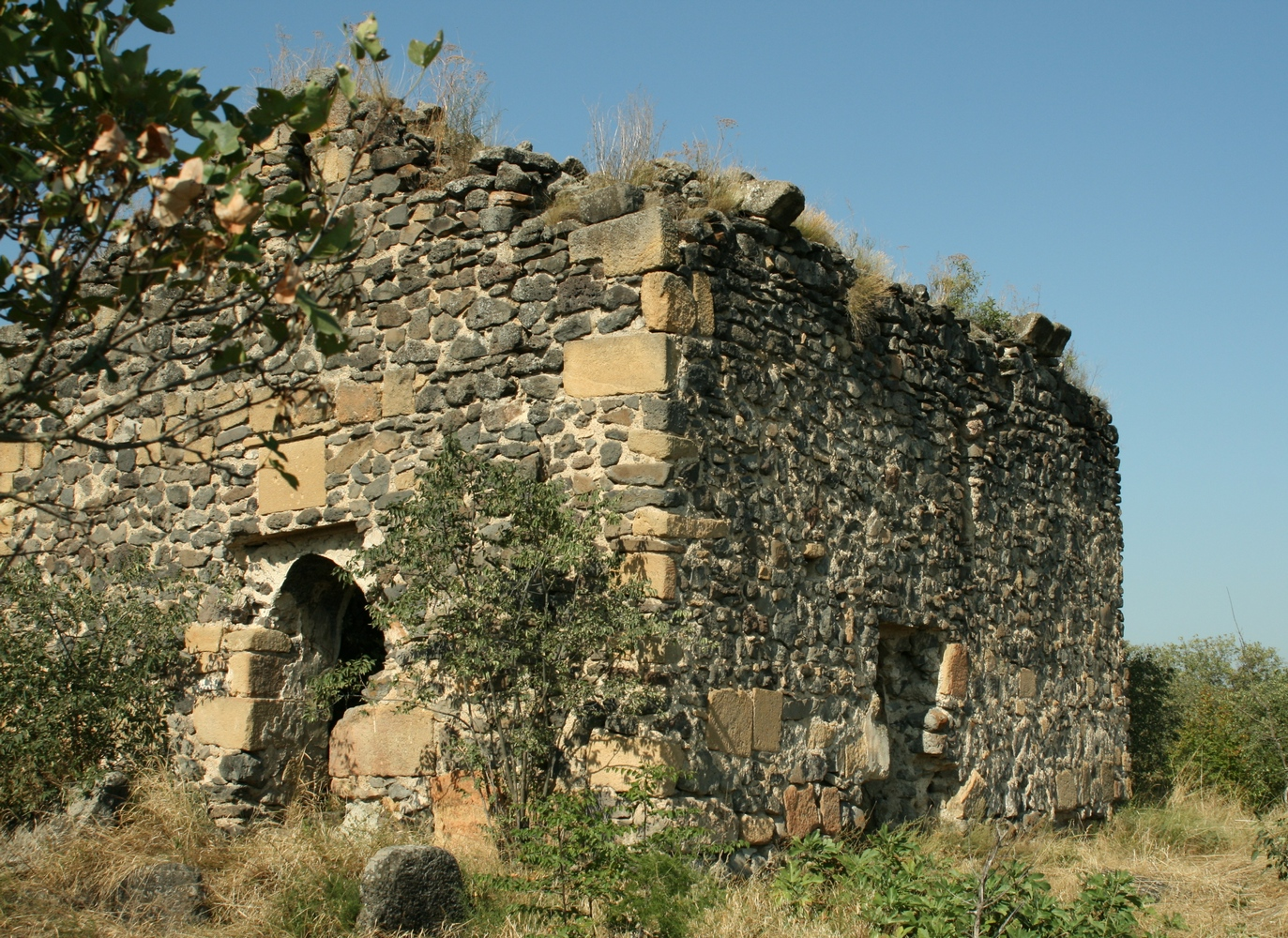
Uma das igrejas em ruínas do complexo de Sanxevilde

O horizonte arqueológico e os monumentos arquitetônicos de Sanxevilde estão inscritos na lista do Patrimônio Nacional da Geórgia como a Cidade-Sítio de Sanxevilde (სამშვილდის ნაქალაქარი). O estudo arqueológico da área de Sanxevilde começou em 1948 e esforços sistemáticos para melhor conservação do local foram lançados em 1978. Na década de 2000, a construção de grandes oleodutos internacionais na região motivou novos projetos arqueológicos e a descoberta de novas características pré-históricas. Muitas das estruturas do final da Idade Média e do início da era moderna foram estudadas mais profundamente pela Expedição Arqueológica de Sanxevilde, organizada pela Universidade da Geórgia, sediada em Tiblíssi, de 2012 a 2015.
O sítio da cidade ocupa uma área quase triangular num promontório na confluência Crami–Chivechavi e é dividido em três partes principais. A cidadela fica a leste, numa borda íngreme do promontório, e a cidade propriamente dita fica a oeste, com a fortaleza murada entre elas. O sítio inclui ruínas de várias igrejas, uma cidadela, palácios, casas, uma ponte sobre o rio Chivechavi, cisternas de água, banhos, um cemitério e outras estruturas acessórias. Uma pequena igreja-salão de São Jorge fica na cidade propriamente dita. Uma inscrição georgiana de 1672, agora perdida, publicada por Ekvtime Takaishvili, identifica a senhora chamada Zilicã, uma antiga zeladora da esposa do rei Vactangue V (r. 1658–1675), como uma renovadora da igreja.
Dentro das muralhas da fortaleza fica uma pequena igreja de pedra, a da Dormição, que contém um grande menir preto pré-histórico, fuliginoso de chamas de velas, com uma cruz e um texto armênio mencionando o príncipe Simbácio inscrito nele no século XI. O rio Crami é dominado por outra igreja, conhecida como Teogênida, provavelmente construída no século XII ou XIII, perto da qual uma estrutura feita de quatro grandes pedras, um tetrálito, é encontrada.
A cidadela consiste em enormes muros, torres e três igrejas maiores. Entre elas está a igreja Sioni abobadada, agora em ruínas, o marco mais reconhecível de Sanxevilde. A tradição medieval atribui sua construção à rainha Sagducte do século V, mas o edifício existente data de c. 759–777, como sugerido por uma inscrição georgiana da fachada oriental mais bem preservada, contendo referências aos imperadores bizantinos contemporâneos Constantino V (r. 741–775) e Leão IV, o Cazar (r. 775–780). Há outra inscrição georgiana, bastante danificada e quase ilegível, na fachada sul e, ao lado dela, um fragmento em armênio identificando o católico armênio Jorge III de Lorri (r. 1069–1072). As formas arquitetônicas rígidas da igreja de Sanxevilde revelam afinidades próximas com o design da Igreja Tsromi do século VII na Ibéria Interior. A oeste do Sioni há uma basílica de três naves, provavelmente uma igreja armênia, construída com pedras de basalto escuro no século X ou XI. A terceira igreja é um projeto de igreja-salão, com uma abside saliente e uma inscrição de parede em georgiano, mencionando o rei Davi IV.